# Широкая (Иркутская область)
Широ́кая — посёлок в Слюдянском районе Иркутской области. Входит в состав Култукского городского поселения.

## География
Посёлок находится на северном берегу залива Култук озера Байкал, на расстоянии 7 км к северо-востоку от города Слюдянка, административного центра района. 

## Население
| 2002 | 2010 | 2011 | 2012 |
| ---- | ---- | ---- | ---- |
| 0    | ↗4   | →4   | →4   |

## Транспорт
В посёлке расположена станция Галерея Сосновая Кругобайкальской железной дороги.